# Coupe du monde de VTT 2009
Navigation
2008 2010
La Coupe du monde de VTT 2009 est la 19e édition de la Coupe du monde de VTT. Cette édition comprend trois disciplines : cross-country, descente et 4-cross. Chacune est composée de 8 étapes. Le cross-country marathon, présent de 2005 à 2008, disparait du programme de la Coupe du monde.

## Cross-country

### Hommes
| # | Date         | Lieu             | Vainqueur            | Deuxième             | Troisième              | Leader du général    |
| - | ------------ | ---------------- | -------------------- | -------------------- | ---------------------- | -------------------- |
| 1 | 11 avril     | Pietermaritzburg | José Antonio Hermida | Julien Absalon       | Burry Stander          | José Antonio Hermida |
| 1 | 11 avril     | Pietermaritzburg | 1 h 55 min 03 s      | + 32 s               | + 52 s                 | José Antonio Hermida |
| 2 | 26 avril     | Offenbourg       | Julien Absalon       | Wolfram Kurschat     | Jean-Christophe Péraud | Julien Absalon       |
| 2 | 26 avril     | Offenbourg       | 1 h 49 min 26 s      | + 1 min 09 s         | + 1 min 24 s           | Julien Absalon       |
| 3 | 3 mai        | Houffalize       | Julien Absalon       | Wolfram Kurschat     | Ralph Näf              | Julien Absalon       |
| 3 | 3 mai        | Houffalize       | 1 h 51 min 34 s      | + 15 s               | + 52 s                 | Julien Absalon       |
| 4 | 24 mai       | Madrid           | Julien Absalon       | Ralph Näf            | Moritz Milatz          | Julien Absalon       |
| 4 | 24 mai       | Madrid           | 1 h 44 min 32 s      | + 1 min 06 s         | + 1 min 59 s           | Julien Absalon       |
| 5 | 26 juillet   | Mont-Sainte-Anne | Julien Absalon       | José Antonio Hermida | Geoff Kabush           | Julien Absalon       |
| 5 | 26 juillet   | Mont-Sainte-Anne | 2 h 06 min 05 s      | + 32 s               | + 2 min 48 s           | Julien Absalon       |
| 6 | 2 août       | Bromont          | Geoff Kabush         | José Antonio Hermida | Ralph Näf              | Julien Absalon       |
| 6 | 2 août       | Bromont          | 1 h 52 min 39 s      | + 1 min 31 s         | + 1 min 51 s           | Julien Absalon       |
| 7 | 13 septembre | Champéry         | Burry Stander        | Julien Absalon       | Ralph Näf              | Julien Absalon       |
| 7 | 13 septembre | Champéry         | 1 h 41 min 06 s      | + 15 s               | + 24 s                 | Julien Absalon       |
| 8 | 19 septembre | Schladming,      | José Antonio Hermida | Rubén Ruzafa         | Mathias Flückiger      | Julien Absalon       |
| 8 | 19 septembre | Schladming,      | 1 h 40 min 42 s      | + 30 s               | + 1 min 26 s           | Julien Absalon       |

| Pos | Cycliste               | Pts  |
| --- | ---------------------- | ---- |
| 1.  | Julien Absalon         | 1472 |
| 2.  | José Antonio Hermida   | 1190 |
| 3.  | Burry Stander          | 1166 |
| 4.  | Ralph Näf              | 970  |
| 5.  | Nino Schurter          | 859  |
| 6.  | Wolfram Kurschat       | 796  |
| 7.  | Lukas Flückiger        | 794  |
| 8.  | Geoff Kabush           | 741  |
| 9.  | Jean-Christophe Péraud | 720  |
| 10. | Roel Paulissen         | 663  |

### Femmes
| # | Date         | Lieu             | Vainqueur         | Deuxième             | Troisième         | Leader du général |
| - | ------------ | ---------------- | ----------------- | -------------------- | ----------------- | ----------------- |
| 1 | 11 avril     | Pietermaritzburg | Elisabeth Osl     | Irina Kalentieva     | Lene Byberg       | Elisabeth Osl     |
| 2 | 26 avril     | Offenbourg       | Ren Chengyuan     | Margarita Fullana    | Lene Byberg       | Elisabeth Osl     |
| 3 | 3 mai        | Houffalize       | Margarita Fullana | Catharine Pendrel    | Ren Chengyuan     | Margarita Fullana |
| 4 | 24 mai       | Madrid           | Margarita Fullana | Marie-Hélène Prémont | Lene Byberg       | Margarita Fullana |
| 5 | 26 juillet   | Mont-Sainte-Anne | Catharine Pendrel | Irina Kalentieva     | Katerina Nash     | Margarita Fullana |
| 6 | 2 août       | Bromont          | Lene Byberg       | Irina Kalentieva     | Catharine Pendrel | Lene Byberg       |
| 7 | 13 septembre | Champéry         | Elisabeth Osl     | Anna Szafraniec      | Lene Byberg       | Elisabeth Osl     |
| 8 | 19 septembre | Schladming       | Elisabeth Osl     | Lene Byberg          | Catharine Pendrel | Elisabeth Osl     |

| Pos | Cycliste             | Pts  |
| --- | -------------------- | ---- |
| 1.  | Elisabeth Osl        | 1440 |
| 2.  | Lene Byberg          | 1325 |
| 3.  | Catharine Pendrel    | 1135 |
| 4.  | Irina Kalentieva     | 1070 |
| 5.  | Margarita Fullana    | 912  |
| 6.  | Marie-Hélène Prémont | 813  |
| 7.  | Katrin Leumann       | 694  |
| 8.  | Anna Szafraniec      | 686  |
| 9.  | Sabine Spitz         | 680  |
| 10. | Mary McConneloug     | 664  |

## Descente

### Hommes
| # | Date         | Lieu             | Vainqueur    | Deuxième          | Troisième         | Leader du général |
| - | ------------ | ---------------- | ------------ | ----------------- | ----------------- | ----------------- |
| 1 | 12 avril     | Pietermaritzburg | Greg Minnaar | Michael Hannah    | Steve Peat        | Greg Minnaar      |
| 2 | 10 mai       | La Bresse        | Steve Peat   | Sam Hill          | Michael Hannah    | Steve Peat        |
| 3 | 17 mai       | Vallnord         | Steve Peat   | Gee Atherton      | Greg Minnaar      | Steve Peat        |
| 4 | 7 juin       | Fort William     | Greg Minnaar | Sam Hill          | Samuel Blenkinsop | Steve Peat        |
| 5 | 21 juin      | Maribor          | Fabien Barel | Sam Hill          | Greg Minnaar      | Greg Minnaar      |
| 6 | 25 juillet   | Mont-Sainte-Anne | Sam Hill     | Steve Peat        | Aaron Gwin        | Sam Hill          |
| 7 | 1er août     | Bromont          | Greg Minnaar | Fabien Barel      | Sam Hill          | Sam Hill          |
| 8 | 20 septembre | Schladming       | Sam Hill     | Samuel Blenkinsop | Greg Minnaar      | Sam Hill          |

| Pos | Cycliste           | Pts  |
| --- | ------------------ | ---- |
| 1.  | Sam Hill           | 1469 |
| 2.  | Greg Minnaar       | 1349 |
| 3.  | Steve Peat         | 1258 |
| 4.  | Gee Atherton       | 1166 |
| 5.  | Michael Hannah     | 990  |
| 6.  | Justin Leov        | 838  |
| 7.  | Samuel Blenkinsop  | 828  |
| 8.  | Brendan Fairclough | 810  |
| 9.  | Aaron Gwin         | 770  |
| 10. | Fabien Barel       | 725  |

### Femmes
| # | Date         | Lieu             | Vainqueur       | Deuxième       | Troisième       | Leader du général |
| - | ------------ | ---------------- | --------------- | -------------- | --------------- | ----------------- |
| 1 | 12 avril     | Pietermaritzburg | Tracy Moseley   | Emmeline Ragot | Sabrina Jonnier | Tracy Moseley     |
| 2 | 10 mai       | La Bresse        | Sabrina Jonnier | Tracy Moseley  | Myriam Nicole   | Tracy Moseley     |
| 3 | 17 mai       | Vallnord         | Sabrina Jonnier | Emmeline Ragot | Tracy Moseley   | Sabrina Jonnier   |
| 4 | 7 juin       | Fort William     | Sabrina Jonnier | Emmeline Ragot | Céline Gros     | Sabrina Jonnier   |
| 5 | 21 juin      | Maribor          | Sabrina Jonnier | Emmeline Ragot | Floriane Pugin  | Sabrina Jonnier   |
| 6 | 25 juillet   | Mont-Sainte-Anne | Sabrina Jonnier | Emmeline Ragot | Tracy Moseley   | Sabrina Jonnier   |
| 7 | 1er août     | Bromont          | Sabrina Jonnier | Floriane Pugin | Mio Suemasa     | Sabrina Jonnier   |
| 8 | 20 septembre | Schladming       | Tracy Moseley   | Floriane Pugin | Céline Gros     | Sabrina Jonnier   |

| Pos | Cycliste            | Pts  |
| --- | ------------------- | ---- |
| 1.  | Sabrina Jonnier     | 1767 |
| 2.  | Tracy Moseley       | 1355 |
| 3.  | Emmeline Ragot      | 1335 |
| 4.  | Floriane Pugin      | 1114 |
| 5.  | Céline Gros         | 1010 |
| 6.  | Mio Suemasa         | 950  |
| 7.  | Myriam Nicole       | 607  |
| 8.  | Fionn Griffiths     | 532  |
| 9.  | Claire Buchar       | 510  |
| 10. | Emilie Siegenthaler | 484  |

## 4-cross

### Hommes
| # | Date         | Lieu             | Vainqueur     | Deuxième        | Troisième          | Leader du général |
| - | ------------ | ---------------- | ------------- | --------------- | ------------------ | ----------------- |
| 1 | 11 avril     | Pietermaritzburg | Jared Graves  | Michal Prokop   | Rafael Álvarez     | Jared Graves      |
| 2 | 2 mai        | Houffalize       | Jared Graves  | Dan Atherton    | Roger Rinderknecht | Jared Graves      |
| 3 | 16 mai       | Vallnord         | Joost Wichman | Luke Madill     | Jared Graves       | Jared Graves      |
| 4 | 6 juin       | Fort William     | Jared Graves  | Romain Saladini | Lukas Mechura      | Jared Graves      |
| 5 | 20 juin      | Maribor          | Joost Wichman | Jared Graves    | Roger Rinderknecht | Jared Graves      |
| 6 | 25 juillet   | Mont-Sainte-Anne | Jared Graves  | Rafael Álvarez  | Tomáš Slavík       | Jared Graves      |
| 7 | 1er août     | Bromont          | Joost Wichman | Mitch Ropelato  | Dan Atherton       | Jared Graves      |
| 8 | 19 septembre | Schladming       | Jared Graves  | Romain Saladini | Johannes Fischbach | Jared Graves      |

| Pos | Cycliste           | Pts |
| --- | ------------------ | --- |
| 1.  | Jared Graves       | 802 |
| 2.  | Joost Wichman      | 551 |
| 3.  | Romain Saladini    | 431 |
| 4.  | Roger Rinderknecht | 378 |
| 5.  | Dan Atherton       | 341 |
| 6.  | Michal Prokop      | 270 |
| 7.  | Rafael Álvarez     | 240 |
| 8.  | Tomáš Slavík       | 235 |
| 9.  | Johannes Fischbach | 145 |
| 10. | Guido Tschugg      | 133 |

### Femmes
| # | Date         | Lieu             | Vainqueur         | Deuxième          | Troisième         | Leader du général |
| - | ------------ | ---------------- | ----------------- | ----------------- | ----------------- | ----------------- |
| 1 | 11 avril     | Pietermaritzburg | Anneke Beerten    | Fionn Griffiths   | Romana Labounková | Anneke Beerten    |
| 2 | 2 mai        | Houffalize       | Jill Kintner      | Jana Horáková     | Anneke Beerten    | Anneke Beerten    |
| 3 | 16 mai       | Vallnord         | Fionn Griffiths   | Anneke Beerten    | Jana Horáková     | Anneke Beerten    |
| 4 | 6 juin       | Fort William     | Jill Kintner      | Caroline Buchanan | Fionn Griffiths   | Jill Kintner      |
| 5 | 20 juin      | Maribor          | Caroline Buchanan | Melissa Buhl      | Anneke Beerten    | Jill Kintner      |
| 6 | 25 juillet   | Mont-Sainte-Anne | Anneke Beerten    | Fionn Griffiths   | Joanna Petterson  | Anneke Beerten    |
| 7 | 1er août     | Bromont          | Fionn Griffiths   | Anneke Beerten    | Jill Kintner      | Anneke Beerten    |
| 8 | 19 septembre | Schladming       | Anneke Beerten    | Anita Molcik      | Katy Curd         | Anneke Beerten    |

| Pos | Cycliste          | Pts |
| --- | ----------------- | --- |
| 1.  | Anneke Beerten    | 580 |
| 2.  | Fionn Griffiths   | 400 |
| 3.  | Jill Kintner      | 400 |
| 4.  | Melissa Buhl      | 235 |
| 5.  | Jana Horáková     | 205 |
| 6.  | Caroline Buchanan | 185 |
| 7.  | Anita Molcik      | 125 |
| 8.  | Romana Labounková | 120 |
| 9.  | Emmeline Ragot    | 110 |
| 10. | Joanna Petterson  | 90  |